# 아이치 은행
아이치 은행(愛知銀行 아이치긴코[*])은 일본의 제2지방은행이다. 아이치현을 주된 영업 지역으로 하고 있다.

## 같이 보기
- 일본의 은행 목록